# Walkeshwartemplet

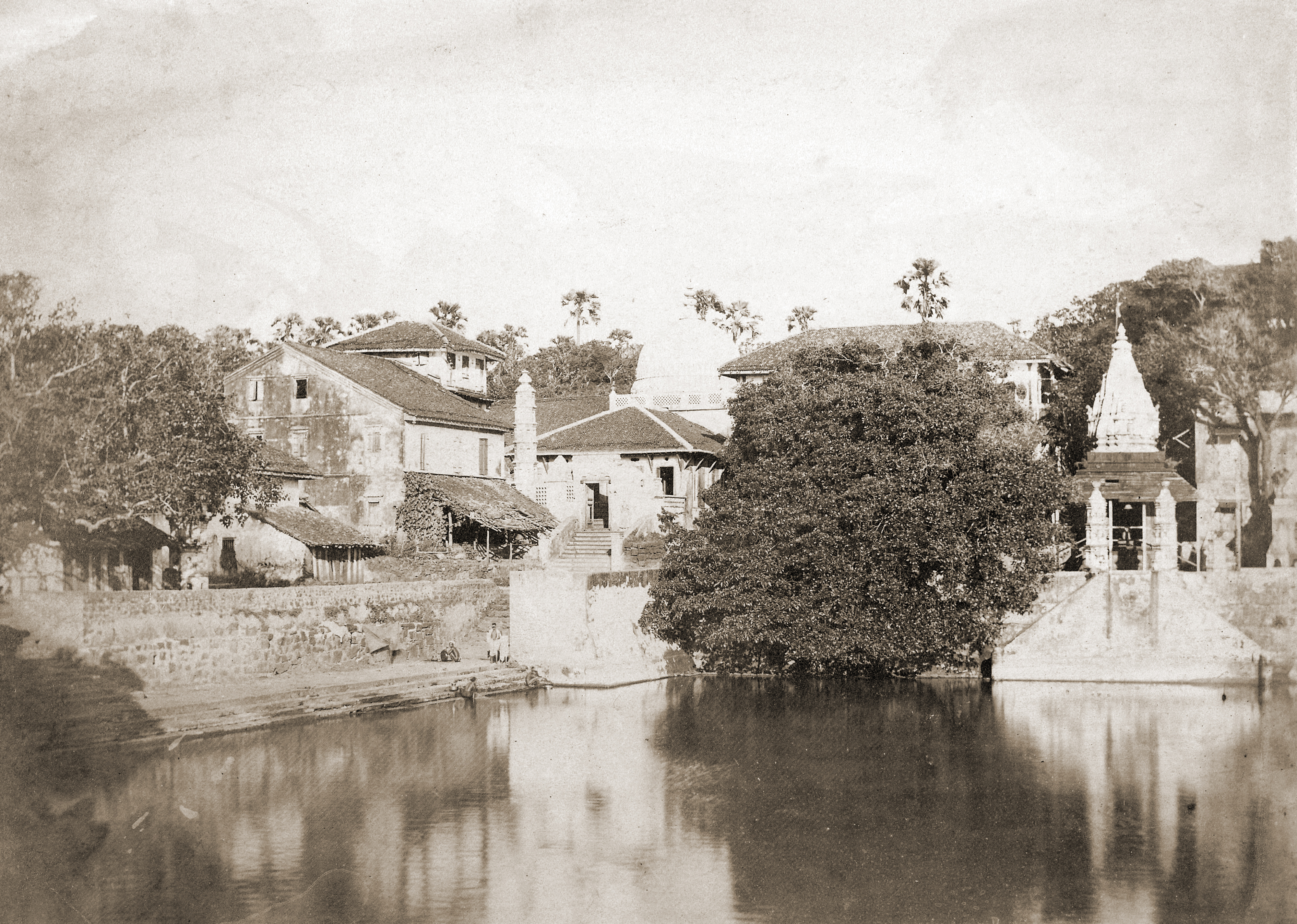
Banganga tank och Walkeshwartemplet, Bombay, ca. 1855.

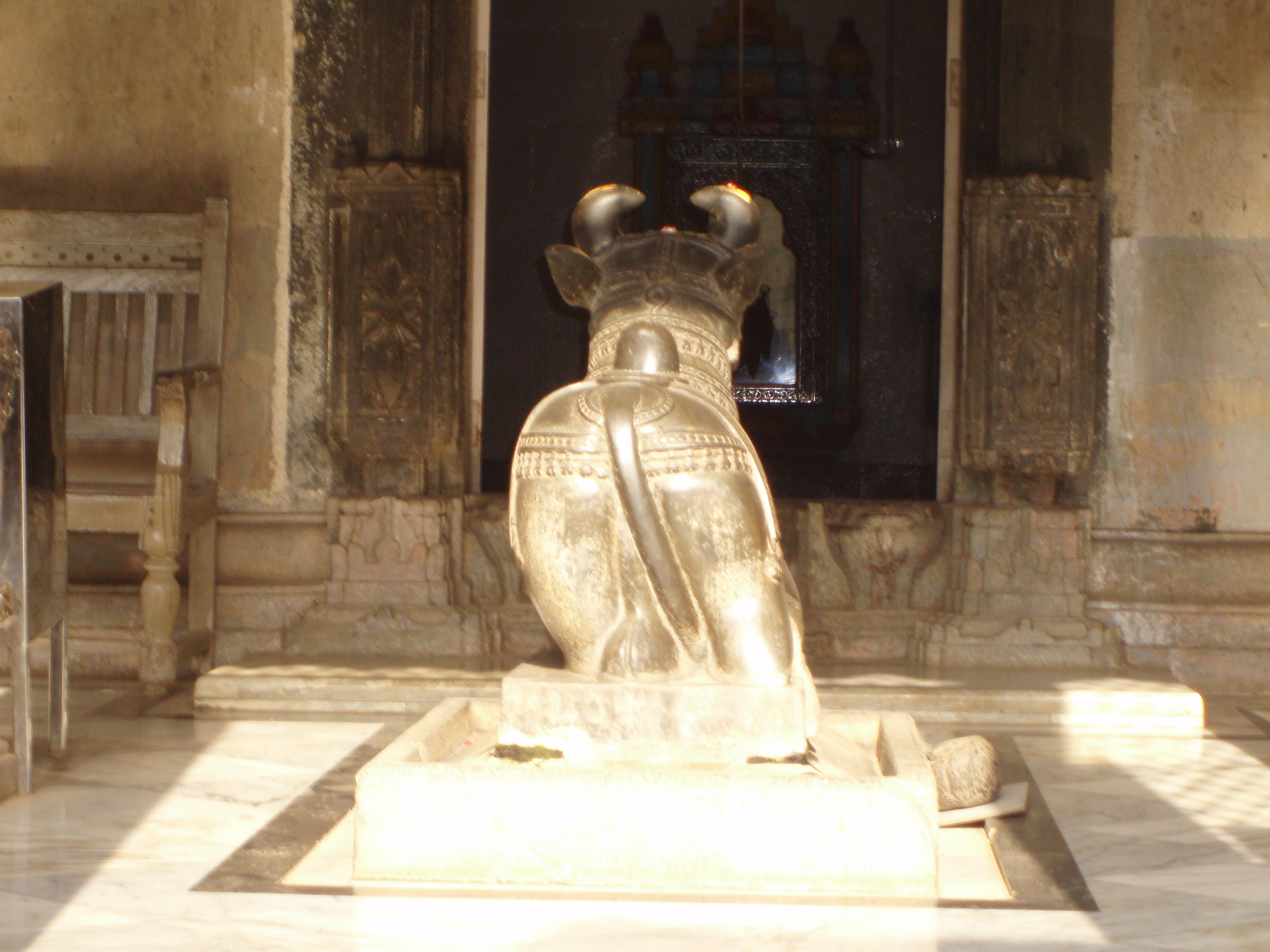
En tjurstaty vaktar ingången till templet.

Walkeshwartemplet (också känt som Baan Ganga)  är ett hinduiskt tempel tillägnat guden Shiva. Templet ligger i Walkeshwar nära Malabar Hill i södra delen av den indiska storstaden Bombay. Templet är beläget på stadens högsta punkt, och i närheten av templet ligger den uråldriga vattenreservoiren Banganga tank. Templet och reservoiren uppfördes under fursten Chittaraja av Silharadynastin styre, under ledning av brahminen Lakshman Prabhu, år 1127.